# جاستین ورنن
جاستین ورنن (انگلیسی: Justin Vernon؛ زادهٔ ۳۰ آوریل ۱۹۸۱) موسیقی‌دان، خواننده، ترانه‌سرا و نوازندهٔ چندسازهٔ اهل ایالات متحده آمریکا است. او چهرهٔ اصلی گروه ایندی‌فولکِ بون ایور است.